# Constantí III d'Imerècia
Constantí III (georgià: კონსტანტინე) era germà de Jordi II d'Imerècia i el va succeir com a rei el 1585. Va ser deposat per un oncle, Lleó d'Imerècia, al cap de poc temps.